# Urodeta cisticolella
Urodeta cisticolella är en fjärilsart som beskrevs av Henry Tibbats Stainton 1869. Urodeta cisticolella ingår i släktet Urodeta och familjen brokmalar, Momphidae. Inga underarter finns listade i Catalogue of Life.

## Bildgalleri

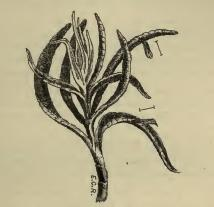